# Sarar
Sarar (Eigenschreibweise: SARAR) ist eine Modemarke mit Sitz in Eskişehir, Türkei, die Bekleidung, Accessoires und Heimtextilien herstellt und sie als Großhändler sowie über eigene Läden vertreibt.

## Geschichte
Gegründet wurde das Unternehmen in den 1930er Jahren, laut des ersten Inhabers Abdurrahman Sarar, weil er die Schöpfung einer langlebigen Marke anstrebte. Sarar ist der mit Abstand größte Textilproduzent und das bekannteste Modelabel in der Türkei.Stand 2010
Im Laufe der Jahre entwickelte sich Sarar zu einer Modemarke. Fortgeführt wurde es von den Brüdern Cemalettin, Celaleddin und Sabahattin, die Sarar von ihrem Vater übernahmen. Das Unternehmen wird in der dritten Generation von Gözde, Emre und Emir Sarar fortgeführt. Im Jahre 1944 startete Sarar mit seinen Handelstätigkeiten. Heute agiert das Unternehmen in 48 Ländern auf fünf Kontinenten in der Mode- und Textilbranche.
Die Produktionsstätten von Sarar befinden sich im Industriegebiet von Eskisehir. In drei Fabriken werden auf einer Gesamtfläche von ca. 120.000 m² die Modelle und Kreationen von Sarar hergestellt. Eine weitere Produktionsstätte befindet sich in Eskişehir-Kütahya. Hier werden auf 235.000 m² Heimtextilien und Hemden produziert. Die Sarar Women Kollektion wird in Istanbul-Bomonti gefertigt.
Sarar hat etwa 5000 Angestellte.

## Marken
- Sarar Man: Freizeitkleidung im italienischen Look
- Sarar Woman: für modisch gekleidete Business-Women
- Sartoria Sarar: hochpreisige, elegante und edle Mode für den Mann, produziert in Handarbeit
- Interview: klassisches Design, ein Mix aus Formal- und Casualwear, inspiriert vom amerikanischen Preppy Look
- CCS: für mittleres Management
- Sarev: Heimtextilien

## Vertriebsnetz

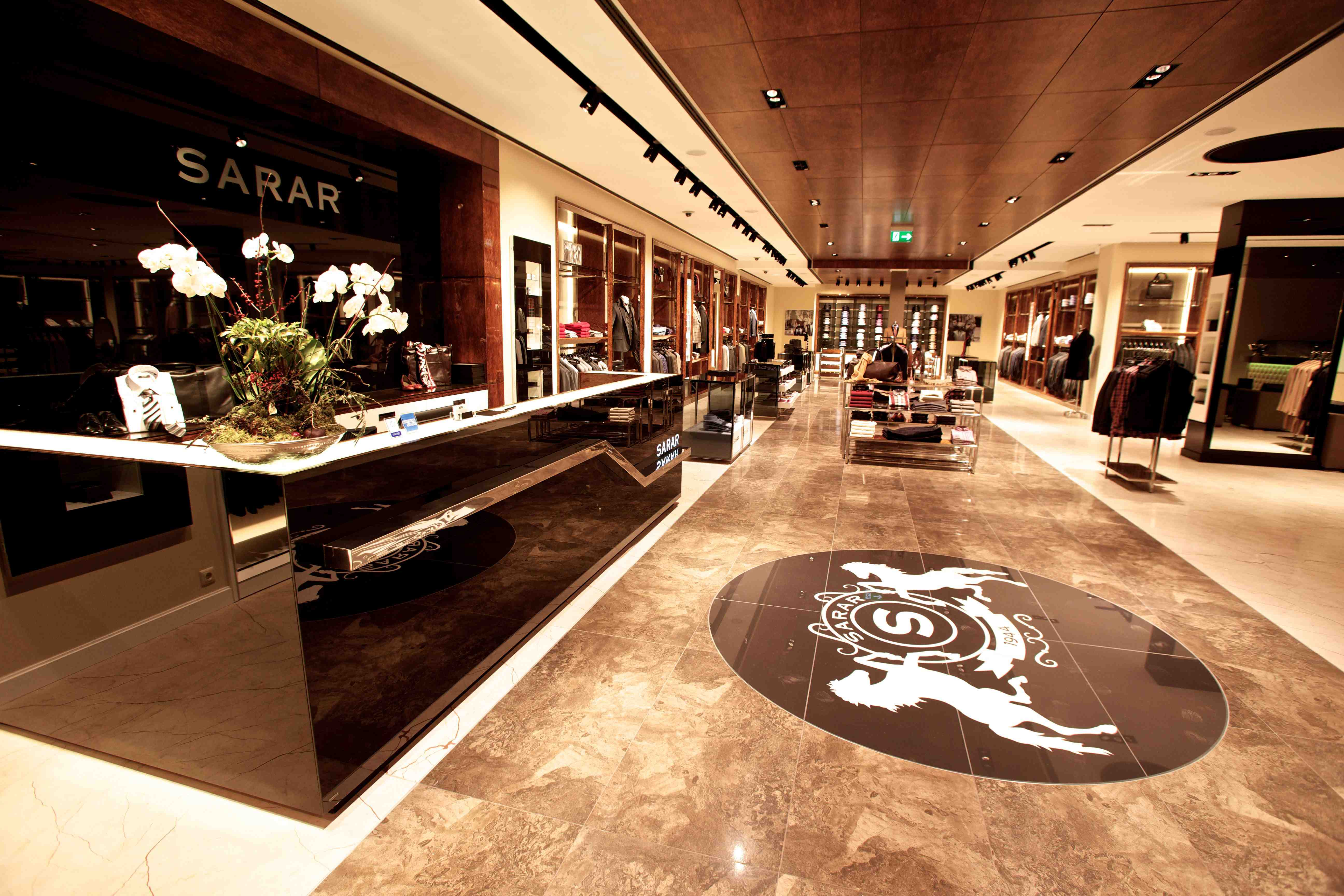
Ehemaliger Sarar-Shop in Düsseldorf (2013)

Sarar verfügt über 320 Stores und 600 Verkaufsstellen auf dem heimischen Markt. Inzwischen hat das Unternehmen im ausländischen Markt ein Vertriebsnetz von 71 Concept Stores, davon befinden sich 20 in Europa, 11 in den USA und 40 in anderen Ländern. Weitere Verkaufsstellen befinden sich in Russland, Ägypten, im Nahen Osten und den Golfstaaten. In Deutschland bestanden unter anderem Filialen in Berlin, Frankfurt, Oberhausen, Bremen und Düsseldorf.
Außerdem wurden die Tochterfirmen Sarar Europe GmbH in Deutschland, Sarar USA Inc., OOO Sarar Tekstil in Russland sowie Sarar Shanghai Inc. in China mit 100 % Eigenkapital gegründet und steuern den weltweiten Verkauf und Vertrieb der Marke Sarar. Ferner agiert die Sarar Gusto International Company Ltd. in Israel als ein Gemeinschaftsunternehmen mit einer Sarar-Kapitalbeteiligung in Höhe von 50 %.
Die Sarar Europe GmbH ist „infolge Eröffnung des Insolvenzverfahrens kraft Gesetzes aufgelöst“. Die Sarar Europe GmbH, die den Groß- und Einzelhandel von Sarar in Europa steuerte, wurde am 3. Januar 2000 gegründet, ihr Hauptsitz befand sich in Düsseldorf. Die Sarar Europe GmbH hatte in den Jahren 2000 bis 2006 insgesamt 17 Einzelhandelsgeschäfte in Europa eröffnet: neun Shops in Deutschland, einen Shop in Österreich, Spanien, Belgien, Ungarn, zwei Shops in der Schweiz und in der Tschechischen Republik.
Sarar USA Inc. wurde am 19. September 2001 gegründet, um die Geschäfte in den USA zu initialisieren und voranzutreiben. Zwischen den Jahren 2002 und 2012 hat das Unternehmen 11 Outlet Retail Shops in verschiedenen Städten und Bundesstaaten in den USA eröffnet. Sarar beliefert internationale Marken wie Esprit, Tommy Hilfiger, früher auch Hugo Boss.

## Marketing und Sponsoring

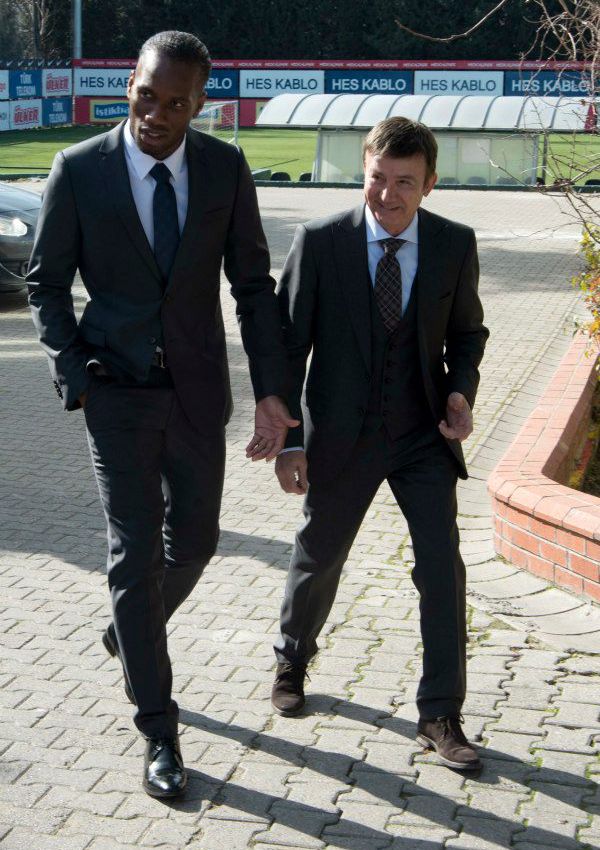
Didier Drogba (links) im Outfit von SARAR

Sarar arbeitet für seine Imagekampagnen mit international erfolgreichen Models zusammen. Für die Herbst-/Winterkollektion 2015 waren Sean O’Pry und Crista Cober Gesichter der Marke. 
Der Erfolg der Marke wird im Sport-Sponsoring fortgesetzt. Sarar unterstützt nicht nur die populären Sportler und Sportarten wie Fußball oder Basketball, sondern auch Gewichtheber, Billardspieler, Fechter und Taekwondo-Athleten. So werden die nationalen Mannschaften wie die türkische Fußballnationalmannschaft, die türkische U20-Fußballnationalmannschaft, die türkische Basketballnationalmannschaft, die türkische U20-Basketballnationalmannschaft und weitere von Sarar ausgestattet. Zu den Fußballmannschaften zählten oder zählen: Besiktas JKe, Bursaspor SK, Efes Pilsen, Eskisehirspor, Galatasaray SK, Trabzonspor SK, Rizespor.      

## Sarar Group
Basierend auf der Arbeit in der Konfektionsbranche für Herrenbekleidung wurde das Portfolio um Damenbekleidung und Heimtextilien erweitert. Heute agiert die SARAR Group zusätzlich zu den vorgenannten Branchen Konfektion und Heimtextilien u. a. in den Sektoren Einzelhandel, Informatik, Automobil und Versicherung.

### Auszeichnungen
- 2001 Economy Magazine „Businessman of the Year“ (Geschäftsmann des Jahres)
- 2001 Istanbul University Business Administration Faculty „Businessman of the Year“ (Geschäftsmann des Jahres)
- 2003 Dünya Newspaper „Pioneers of the Year“ (Bahnbrecher des Jahres)
- 2004 „TURQUALITY-Preis“ (nur 14 Firmen in der Türkei wurden damit ausgezeichnet)
- 2004 „Consumer Quality Award“ (Verbraucher-Qualitäts-Preis)
- 2007 „Golden Patent Award“ (in der Textilbranche)
- 2008 „Best Chamber of Industry and Trade Chairman“ (Bester Vorstand der Handelskammer)
- 2010 „TBMM“ (Türkische Nationalversammlung – Souveräner Dienstpreis)